# Liste der Kulturgüter in Oberglatt
Die Liste der Kulturgüter in Oberglatt enthält alle Objekte in der Gemeinde Oberglatt im Kanton Zürich, die gemäss der Haager Konvention zum Schutz von Kulturgut bei bewaffneten Konflikten, dem Bundesgesetz vom 20. Juni 2014 über den Schutz der Kulturgüter bei bewaffneten Konflikten sowie der Verordnung vom 29. Oktober 2014 über den Schutz der Kulturgüter bei bewaffneten Konflikten unter Schutz stehen.
Es sind weder Objekte der Kategorie A, noch Objekte der Kategorie B im Gemeindegebiet ausgewiesen, Objekte der Kategorie C fehlen zurzeit (Stand: 1. Januar 2022). Unter übrige Baudenkmäler sind weitere geschützte Objekte zu finden, die im Verzeichnis der Objekte von überkommunaler Bedeutung der kantonalen Denkmalpflege zu finden und nicht bereits in der Liste der Kulturgüter enthalten sind.

## Übrige Baudenkmäler
| ID       | Foto |                 | Objekt                             | Kat.   | Typ | Standort                             | Beschreibung |
| -------- | ---- | --------------- | ---------------------------------- | ------ | --- | ------------------------------------ | ------------ |
| 09200429 |      | Datei hochladen | Schopf, ehemaliger Schweinestall   | B reg. | G   | bei Bülachstrasse 15 681524 / 259180 |              |
| 09200431 |      | Datei hochladen | Speicher                           | B reg. | G   | bei Bülachstrasse 15 681519 / 259190 |              |
| 09200484 |      | Datei hochladen | Gasthof zum Hirschen               | C      | G   | Dorfstrasse 20 681847 / 259050       |              |
| 09200563 |      | Datei hochladen | Reformiertes Pfarrhaus             | B reg. | G   | Rümlangstrasse 5 681528 / 258991     |              |
| 09200565 | ja   | Datei hochladen | Reformierte Kirche                 | B reg. | G   | Kirchrain 681561 / 258998            |              |
| 09200607 |      | Datei hochladen | Bauernhaus                         | B reg. | G   | An der Halde 10 681430 / 259088      |              |
| 09200697 |      | Datei hochladen | Liegenschaft Hohle Gasse, Speicher | C      | G   | Hohle Gasse 31 680611 / 259561       |              |

Legende: Im Wesentlichen siehe Legende der Liste der Kulturgüter von nationaler und regionaler Bedeutung, mit folgenden Ausnahmen:
- Anstelle der KGS-Nummer wird als Objekt-Identifikator (ID) die Inventarnummer im Verzeichnis der Objekte von überkommunaler Bedeutung des kantonalen Denkmalschutzamtes verwendet.
- Bei den Kategorien wird wie folgt unterschieden: B kant. = Objekt von kantonaler Bedeutung (Kanton Zürich); B reg. = Objekt von regionaler Bedeutung (Kanton Zürich).